# モーニング刑事。抱いてHOLD ON ME!
『モーニング刑事。抱いてHOLD ON ME!』（モーニングコップ だいてホールド オン ミー）は、日本の映画作品。1998年8月18日公開。
平家みちよ、モーニング娘。の映画初出演作品。主演は平家で、各自が芸名そのままの役名で出演。カントリー娘。加入前の柳原尋美も共演している。
平家みちよとモーニング娘。によるミニライブとセットになった形で、全国縦断イベント形式で上映された。

## あらすじ
ファッション雑誌で大人気の読者モデル・平家みちよが正体不明のストーカーに狙われ始める。モデル仲間の中澤裕子や飯田圭織たち8人は、執拗な嫌がらせに苦しみ続ける彼女を守るため、空手道場で猛特訓を積んだ末「ストーカー退治なんて朝飯前!」とばかりに「モーニング刑事。」を名乗り、捜査を開始する。

## キャスト
- 平家みちよ（現・みちよ）
- モーニング娘。
  - 中澤裕子
  - 石黒彩
  - 安倍なつみ
  - 飯田圭織
  - 福田明日香
  - 保田圭
  - 矢口真里
  - 市井紗耶香
- 上島竜兵
- 庄司哲郎
- 小宮孝泰
- 野沢トオル
- 柳原尋美
- たいせー（シャ乱Q、現・たいせい）（友情出演）
- 住田隆

## スタッフ
- 企画：山﨑直樹
- プロデューサー：高橋勝、伊藤直克
- 監督：今関あきよし
- 脚本：鷲見市子
- 撮影：大沢栄一
- 照明：平本孝浩
- 録音：谷村彰治
- 美術：石毛朗
- 音楽：遠藤浩二
- 編集：高橋信之
- 助監督：足立公良
- 制作担当：香川智宏
- 製作：アップフロントエージェンシーグループ（現・アップフロントグループ）、テレビ東京、テレビ東京ミュージック、吉本興業、電通、シーユーシー

## 主題歌
- オープニングテーマ
「だけど 愛しすぎて」 唄：平家みちよ（WEA Japan）
- エンディングテーマ
「抱いてHOLD ON ME!」 唄：モーニング娘。（zetima）

## サウンドトラック
- モーニング刑事。抱いてHOLD ON ME! (アルバム)（zetima）

## 参考資料
- ビデオ 『モーニング刑事。抱いてHOLD ON ME!』 東映ビデオ、1998年。